# Autodigestione
L'autodigestione è quel processo grazie al quale, dopo la morte, i succhi digestivi già presenti nello stomaco e nell'intestino continuano a consumare le pareti stesse del tubo gastro-enterico e poi gli organi vicini ed è, insieme all'autolisi, parte dei fenomeni cadaverici trasformativi distruttivi..
Durante la vita lo stomaco non si autodigerisce grazie a uno speciale muco che ne riveste l'intera parete e che contribuisce a neutralizzare l'acido cloridrico prodotto per digerire il cibo. Lo stomaco inoltre ogni tre giorni rinnova del tutto il rivestimento, ed è in grado di riparare, entro certi limiti, i danni apportati dall'acido. Un simile processo avviene anche ad altri organi, quali la milza, il fegato, il diaframma e talora anche il pancreas; ciò è dovuto al loro rapporto con lo stomaco.

## Malattie dovute all'autodigestione
- L'ulcera peptica è una lesione del rivestimento interno dello stomaco (ulcera gastrica) o del duodeno (ulcera duodenale) costituita da una lesione, di diametro superiore a 3–5 mm (lesioni più piccole e/o meno profonde sono definite erosioni). Si dice peptica perché causata dalla pepsina e dell'acido cloridrico presenti nel succo gastrico.[4]
- La pancreatite acuta è una infiammazione del pancreas che consente, salvo lesioni necrotiche, la completa guarigione. La forma biliare è più frequente nelle donne, mentre la forma alcolica è la più frequente nei soggetti maschili. A seconda del danno provocato si classifica in:

- Pancreatite edematosa (o pancreatite interstiziale) forma lieve, caratterizzata da una infiammazione con aumento del volume ghiandolare, in cui il danno è dovuto più all'attivazione del sistema immunitario. Non porta a danni irreversibili del pancreas.
- Pancreatite necrotico-emorragica, forma grave in cui, oltre all'infiammazione, predomina una necrosi pancreatica e peripancreatica più o meno estesa con distruzione anche dei vasi pancreatici. Una possibile conseguenza è il danno multi-organo per l'attivazione degli enzimi pancreatici, con possibile sviluppo di sindrome da risposta infiammatoria sistemica. La guarigione è molto più lenta rispetto alla forma edematosa e gli esiti molto più evidenti, con compromissione più o meno importante della funzione pancreatica.